# Тикунов, Григорий Яковлевич
Григорий Яковлевич Тикунов (1916—1972) — участник Великой Отечественной войны, Герой Советского Союза.

## Биография
Родился Григорий Тикунов 5 января 1916 года в селе Любимовка (ныне Машевского района Полтавской области) в бедной крестьянской семье. В 1932 году окончил Михайловскую неполную среднюю школу. Работал учётчиком в колхозе имени Тельмана.
В 1937 году призван в Красную армию. После демобилизации работал заведующим отделом в Полтавском обкоме ЛКСМУ.
С июля 1941 года — снова в армии. Окончил Харьковское военно-политическое училище. Был направлен политруком роты в сапёрный батальон. Воевал на Брянском, Воронежском, Юго-Западном фронтах. Был дважды ранен.
В 1944 году окончил Казанское танковое училище. Назначен командиром роты 36-й Краснознамённой ордена Суворова танковой бригады 11-го танкового корпуса 69-й армии 1-го Белорусского фронта.
В январе 1945 года 36-я танковая бригада прорвала оборону противника и вышла к пригородам польского города Радом. Лобовая атака укреплённого пункта успеха не принесла — было принято решение нанести одновременные внезапные удары с фронта и тыла. 15 января рота Тикунова получила задание обойти город, проникнуть в тыл обороняющейся группировки и захватить железнодорожную станцию. Умело используя рельеф местности, танкисты обошли Радом и незамеченными подошли к железнодорожной станции. Появление танков в тылу деморализовало врага: утром 16 января город был взят. 17 января, при попытке противника контратаковать, танкисты Тикунова по бездорожью зашли во фланг немцев. Неожиданный фланговый удар способствовал разгрому крупной группировки противника.
В ходе наступления на Лодзь и Познань рота капитана Тикунова захватила и предотвратила разрушение переправы через реку Варта. Танкисты удерживали мост до подхода основных сил. В конце января 1945 года Тикунов со своей ротой в числе первых форсировал Одер, закрепился на его левом берегу и прикрывал переправу войск. В этом бою капитан Г. Я. Тикунов был ранен.
Указом Президиума Верховного Совета СССР от 27 февраля 1945 года за умелое выполнение боевых заданий командования во время Висло-Одерской операции и проявленные при этом мужество и героизм капитану Тикунову Григорию Яковлевичу было присвоено звание Героя Советского Союза с вручением ордена Ленина и медали Золотая Звезда.
Мужественный танкист закончил войну в Берлине. После демобилизации в 1947 году жил в Полтаве, работал в Полтавском инженерно-строительном институте. С 1967 года — на пенсии. Умер 23 июня 1972 года. Похоронен на Центральном кладбище в Полтаве.